# Kumara Junction
Kumara Junction ist eine kleine Siedlung im Westland District der Region West Coast auf der Südinsel von Neuseeland.

## Namensherkunft
Der Name des Ortes ist möglicherweise aus dem lokalen Namen der Pflanze Noxious weed (convolvulus arvensis) entstanden und hat nichts mit der gleichnamigen Süßkartoffel zu tun. In der Sprache der Māori Kohimara genannt, wurde vermutlich im Laufe der Zeit Kumara. Eine andere Annahme geht davon aus, dass der Name aus kohe mara, der Blüte des Bush Lawyer (Tataramoa), einer neuseeländischen Brombeerpflanze entlehnt ist.

## Geographie
Die Siedlung befindet sich rund 16 km südwestlich von Greymouth und rund 20 km nordöstlich von Hokitika unweit der Mündung des Taramakau River in die Tasmansee.

## Verkehr

### Straßenverkehr
Durch Kumara Junction führt der New Zealand State Highway 6, der die Siedlung mit Greymouth und Hokitika verbindet. Der New Zealand State Highway 73 zweigt in der Siedlung vom State Highway 6

### Schienenverkehr
Die Eisenbahnverbindung zwischen Greymouth und Hokitika, Hokitika Branch genannt, führt über Kumara Junction. Auf der Strecke werden aber nur Güter transportiert.

## Sehenswürdigkeiten
Nördlich von Kumara Junction liegt der Shantytown Heritage Park, ein Freilichtmuseum, in dem die Infants Creek Tram line zu besichtigen ist.